# Жамакаев, Бекен Жумабекович
Бекен (Бекенгали) Жумабекович Жамакаев (каз. Бекен (Бекенғали) Жамақаев; 17 марта 1931, Каражал, Абайский район — 1972, Семипалатинск) — казахский композитор, «король казахских вальсов», заслуженный деятель искусств Казахской ССР.

## Биография
Бекенгали Жамакаев родился 17 марта 1931 года в Восточно-Казахстанской области (бывш. Семипалатинская область) в селе Каражал Абайского района, в семье простого крестьянина. Происходит из рода таракты Среднего жуза. В 1937 году поступил в среднюю школу № 16 в городе Семипалатинске. Окончил семь классов. С детства его тянуло к искусству. Уже в 1946 году начал работать артистом в Семипалатинском областном драматическом театре имени Абая. Проработал в этом театре до 1948 года. В 1948 году поступил в Семипалатинское педагогическое училище имени Абая и окончил его с отличием. В 1950-е работал в Семипалатинском областном радиокомитете литературным работником, цензором, диктором. Обладал отличным слухом и невероятно выразительным и красивым голосом.
Бекен Жамакаев оставил после себя немного песен. Самым известным его произведением является песня «Махаббат вальсі», слова которого написал поэт Нутфолла Шакенов. Вальс посвящен супруге композитора Майнур Нургазиевне.
Однажды молодой композитор находясь в гостях у известного писателя Мухтара Ауэзова исполняет песню «Махаббат вальсі». Песня очень пришлось по душе писателю, отметив, что мелодия будит в нем дорогие воспоминания. После встречи писатель окрестил молодого композитора «королем казахских вальсов». Наряду с Шамши Калдаяковым Бекен Жамакаев является автором многих казахских вальсов. Знаменитый вальс впервые был исполнен Народной артисткой СССР и Народным героем Казахстана Розой Баглановой. Именно в исполнении Розы Баглановой вальс загремел на всю страну, его начали исполнять везде и во многих концертах. В разное время песню «Махаббат вальсі» исполняла Роза Рымбаева.
Бекен Жамакаев предлагал исполнить «Махаббат вальсі» многим исполнителям, однако многие не оценили творение мастера.
В конце 1950-х годов известная артистка Роза Багланова на всемирной выставке в Брюсселе исполнила песню «Махаббат вальсі». Тогда с первых же аккордов европейские зрители полюбили это сочинение. Королева Бельгии Елизавета Баварская лично пришла в театр, чтобы послушать песню, и выразила свое восхищение.
В 1957 году в Ташкенте на конференции композиторов стран Азии и Африки, где Роза Багланова вновь исполнила «Любовный вальс», Михаил Шолохов также был поражен красотой и мелодичностью песни.

## Память
В честь Бекена Жамакаева его именем были названы улицы в Семипалатинске и Алма-Ате.

## Сочинения
Бекен Жамакаев является автором песен «Ертис вальсi» на слова Т. Молдагалиева и «Сен гана» на слова Н. Шакенова.